# GhostBSD
GhostBSD je operační systém unixového typu z rodiny  BSD pro platformu x86-64. Starší verze vycházely pouze z FreeBSD, od verze 18.10 vydané v listopadu 2018 je základem pro GhostBSD operační systém TrueOS. Jako přednastavené desktopové prostředí je využíváno MATE, komunitní podporu má i Xfce. Jako init je využíván OpenRC.
Dříve nabízelo GhostBSD jako desktopové prostředí mj. GNOME 2 a LXDE.